# 雅科夫列夫山
71°59′S 16°38′E / 71.983°S 16.633°E
雅科夫列夫山（英語：Mount Yakovlev）是南極洲的山峰，位於東部南極洲的毛德皇后地，屬於俄羅斯山脈的一部分，處於薩爾科法根山以北18公里，該山峰以古生物學家命名。